# Consonante bilabial
Una consonante bilabial es una consonante que se articula juntando ambos labios.

## Introducción
Las consonantes bilabiales que poseen un signo distintivo en Alfabeto fonético internacional son:
| AFI | Descripción                 | Ejemplo                                   | Ejemplo                     | Ejemplo                    | Ejemplo                         |
| AFI | Descripción                 | Lengua                                    | Transcripción               | AFI                        | GLOSA                           |
| --- | --------------------------- | ----------------------------------------- | --------------------------- | -------------------------- | ------------------------------- |
|     | Nasal bilabial sonora       | Español                                   | mano                        | [ˈmano]                    | mano                            |
|     | Oclusiva bilabial sorda     | Español                                   | pato                        | [ˈpato]                    | pato                            |
|     | oclusiva bilabial sonora    | Español                                   | banco                       | [ˈbaŋko]                   | banco                           |
|     | Fricativa bilabial sorda    | Japonés Andaluz oriental Español mexicano | 富士山 (fujisan) desbaratar | [ɸuʑisaɴ] [(d)eɸaɾaˈta(ɾ)] | Monte Fuji desmontar, estropear |
|     | Fricativa bilabial sonora   | Ewe                                       | ɛʋɛ                         | [ɛ̀βɛ̀]                      | Ewe                             |
|     | Aproximante bilabial sonora | Español                                   | lobo                        | [loβ̞o]                     | lobo                            |
|     | Vibrante múltiple bilabial  | Nias                                      | simbi                       | [siʙi]                     | Mandíbula inferior              |
|     | Click bilabial              | Nǁng                                      | ʘoe                         | [ʘoe]                      | carne                           |
El igbo de Owere tiene seis bilabiales en contraste fonológico: [p pʰ ɓ̥ b b̤ ɓ]. Casi todas las lenguas poseen labiales, solo un 0,7% de las lenguas del mundo carecen de consonantes bilabiales; entre estas lenguas están el tlingit, el chipewyan, el oneida (y otras lenguas iroquesas) y el wichita.

## Adquisición
Debido a lo simple de su articulación, este tipo de consonantes están entre los primeros sonidos articulados por los bebés, junto con la vocal /a/, la más abierta (así, /ma/ y /pa/ suelen estar entre las primeras producciones).